# Ana Colovic Lesoska
Ana Colovic Lesoska, née en 1980, est une biologiste macédonienne qui fait campagne depuis 2011 contre la construction de barrages pour la production d'énergie hydroélectrique dans le parc national de Mavrovo afin de sauvegarder les espèces menacées, dont le lynx des Balkans,. Cela a conduit au retrait des prêts de la Banque mondiale et de la Banque européenne pour la reconstruction et le développement (BERD), convaincant le gouvernement de Macédoine du Nord de suspendre de futurs travaux sur les barrages du parc national. En reconnaissance de ses efforts elle était l'une des six récipiendaires du Prix Goldman pour l'environnement en avril 2019,.

## Biographie
Colovic Lesoska a entendu parler de projets de création de centrales hydroélectriques à Mavrovo en 2010. Ils comprenaient le barrage de Boškov Most (33 m de hauteur) et le barrage de Lukovo Pole (70 m de hauteur). En tant que directrice exécutive d'Eko-svest, un centre macédonien de recherche environnementale, et en collaboration avec d'autres ONG et militants, elle a lancé la campagne Save Mavrovo. En novembre 2011, elle a déposé une plainte auprès de l'BERD, expliquant qu'ils avaient approuvé un prêt pour le projet Boškov Most sans procéder à l'évaluation obligatoire sur la biodiversité. Elle a encouragé les ambassadeurs des pays ayant des représentants au conseil d'administration de la BERD à faire pression pour mettre fin au financement. Une pétition qu'elle a lancée exhortant le gouvernement, la BERD et la Banque mondiale à mettre fin aux projets a été appuyée par près de 100 000 signatures.

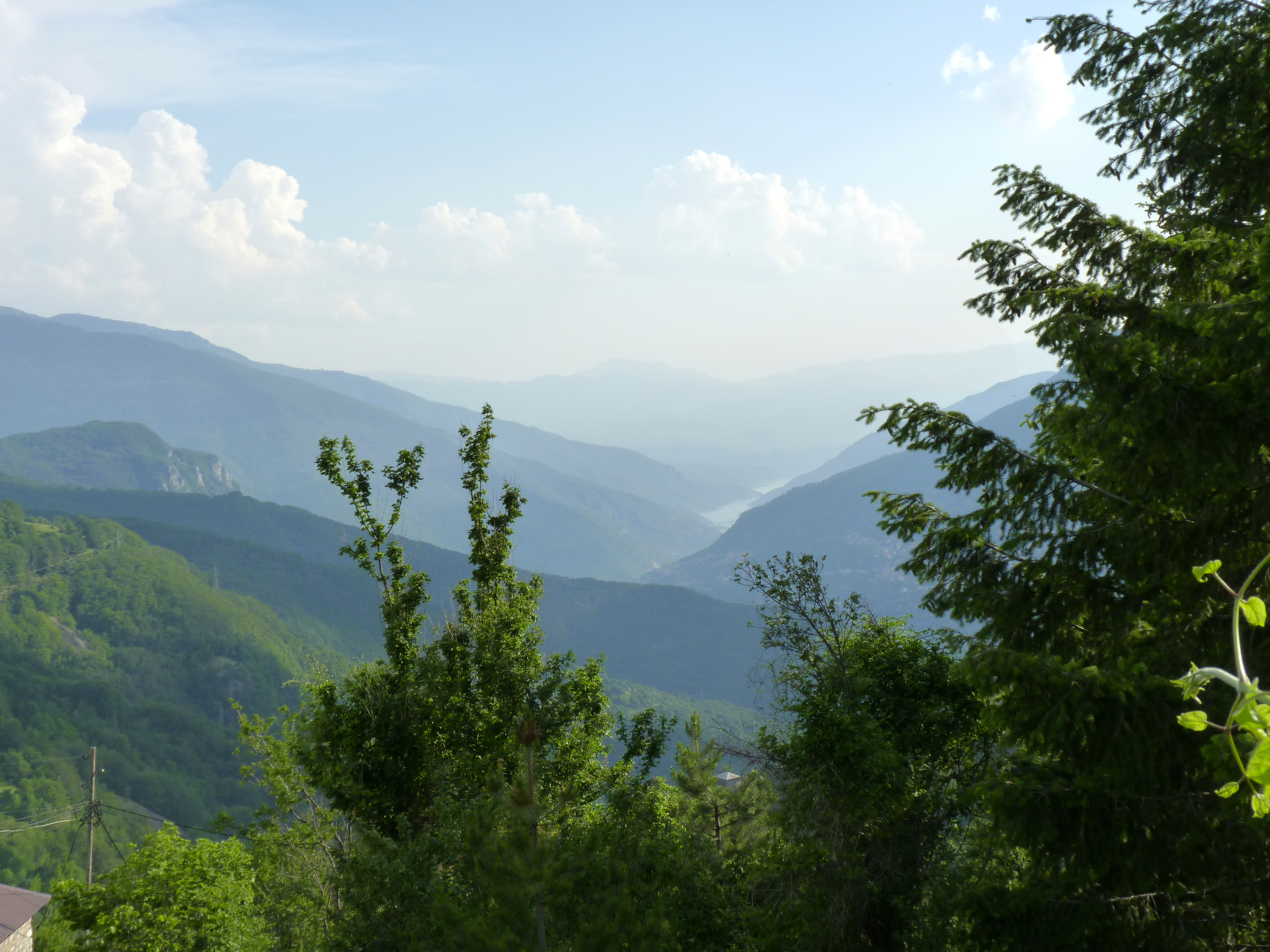
Parc national de Mavrovo.

En 2013, elle a déposé une plainte auprès de la Convention relative à la conservation de la vie sauvage et du milieu naturel de l'Europe, expliquant que le projet hydroélectrique Boškov Most « pourrait avoir un impact négatif décisif sur le lynx ». En décembre 2015, la Convention de Berne a ordonné à la BERD et à la Banque mondiale de suspendre le financement car le projet pourrait avoir « un impact négatif décisif sur le lynx »,. La Banque mondiale a immédiatement retiré son financement et en mai, une décision de justice a annulé le permis environnemental pour le projet Boškov Most. En janvier 2017, la BERD a annulé le financement.  
En reconnaissance de cette entreprise, Ana Colovic Lesoska a reçu le Prix Goldman pour l'environnement en avril 2019. C'était la première fois que le prix était décerné à un ressortissant de la Macédoine du Nord,. 